# Shellback

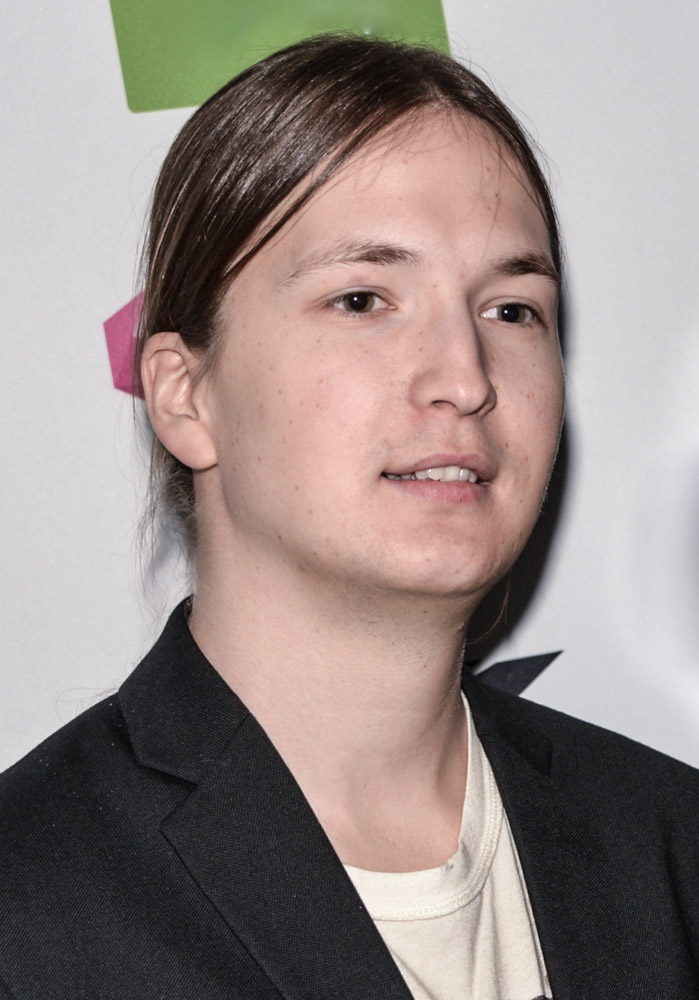
Shellback (2013)

Karl Johan Schuster (* 1. Februar 1985 in Karlshamn, Schweden), bekannt als Shellback, ist ein schwedischer Musikproduzent und Songwriter.

## Leben
Karl Johan Schuster experimentierte schon als Zehnjähriger mit einem einfachen Kassettenrekorder, eine 8-Spur-Anlage und ein Computer mit professioneller Softwareausstattung (Cool Edit Pro) folgten. Noch während der Schulzeit richtete er sich ein eigenes Aufnahmestudio ein. Als Musiker betätigte er sich in der schwedischen Metal-Szene. Er war Schlagzeuger der Band TDPP und hatte ein Soloprojekt namens Ploghbill, bevor er 2005 Niklas Svensson als Sänger von Blinded Colony ersetzte. Nach zweieinhalb Jahren schied er wieder aus der Band aus. Mit der Produktion von Demos im Metal-, Rock- und Singer-Songwriter-Bereich schuf er sich einen Nebenverdienst.
Über einen gemeinsamen Freund lernte er Max Martin und dessen Maratone-Studio kennen. Er versuchte sich selbst in Mainstream-Popmusik und schickte Martin sein Demo. Dieser entschloss sich daraufhin, Schuster in sein Produzententeam aufzunehmen und anzulernen. 2007 begann er mit dem Produzieren von Tracks und eines seiner ersten Stücke bildete die Grundlage für den Nummer-eins-Hit So What der US-Sängerin Pink. Das Lied wurde auch für einen Grammy nominiert. Das ebenfalls mit Pink und Martin zusammen produzierte Lied Whataya Want from Me wurde ein Hit für Adam Lambert und hatte auch eine Grammynominierung. Weitere Künstler, für die er Songs produzierte und schrieb, sind Britney Spears, Avril Lavigne, Taylor Swift, Maroon 5 und One Direction.
2012 wurde Shellback mit dem Musikexportpreis der schwedischen Regierung für Verdienste um die schwedische Musik im Ausland ausgezeichnet und im Oktober 2013 wurde er vom US-Magazin Billboard in die Top-10-Liste der aktuellen Musikproduzenten aufgenommen.

## Diskografie
Nummer-eins-Hits
- So What / Pink (2008)
- 3 / Britney Spears (2009)
- Raise Your Glass / Pink (2010)
- Moves Like Jagger / Maroon 5 featuring Christina Aguilera (2011)
- She Doesn’t Mind / Sean Paul (2012)
- We Are Never Ever Getting Back Together / Taylor Swift (2012)
- One More Night / Maroon 5 (2012)
- Problem / Ariana Grande (2014)
- Shake It Off / Taylor Swift (2014)
- Blank Space / Taylor Swift (2014)
- Bad Blood / Taylor Swift featuring Kendrick Lamar (2015)

Weitere bekannte Lieder mit Beteiligung als Produzent und/oder Songwriter:
If U Seek Amy / Britney Spears; DJ Got Us Fallin' in Love / Usher; F**kin’ Perfect / Pink; What the Hell / Avril Lavigne; Payphone / Maroon 5; I Knew You Were Trouble / Taylor Swift; Air Balloon / Lily Allen; Animals / Maroon 5